# Lentisphaerota
Lentisphaerota, anteriormente nomeado Lentisphaerae, é um filo de bactérias recém descrito. Compreende duas ordens, Lentisphaerales e Victivallales.